# Wilson Luiz Seneme
Wilson Luiz Seneme (São Carlos, 28 de agosto de 1970) é um professor de Educação Física e ex-árbitro de futebol brasileiro.
Atualmente preside a Comissão de Arbitragem da CBF, após ser por seis anos, presidente do Comitê de Arbitragem da CONMEBOL. Também é um dos dez membros do Comitê de Arbitragem da FIFA.

## Profissional
Como jogador, atuou nas categorias de base do Guarani como zagueiro, chegando a disputar o Campeonato Sul-americano Sub-17 em 1986 pela Seleção.
Começou a apitar em 1998. Em 1999, concluiu o curso de arbitragem da Federação Paulista de Futebol, estreando no Campeonato Paulista do ano seguinte. No mesmo ano, passou a integrar o quadro de árbitros da CBF, porém realizando sua estreia apenas no Campeonato Brasileiro de 2001.
Após grande destaque no cenário esportivo brasileiro, foi convidado em 2006, a compor o quadro de árbitros da FIFA, tendo atuado em 31 jogos internacionais ao longo da carreira, representando o Brasil, nas competições internacionais, entre clubes e seleções.
Em 2013, estava pré-selecionado pela FIFA, para representar o Brasil na Copa do Mundo de 2014, porém após ser reprovado nas testes físicos da entidade foi substituído pelo árbitro mineiro Sandro Ricci.
Em fevereiro de 2014, um dia após apitar a final do primeiro turno Campeonato Paraense, entre Remo e Paysandu, anunciou sua aposentadoria como árbitro de futebol e aceitando o convite para compor a Comissão de Arbitragem da Conmebol, após ser indicado pelo então presidente da CBF, José Maria Marin.
Em agosto de 2016, foi nomeado presidente da Comissão de Árbitros da Conmebol, substituindo o paraguaio Carlos Alarcón Ríos. 

## Partidas Internacionais

### Seleções
- Copa do Mundo FIFA Sub 20 Colômbia 2011

| DATA       | PARTIDA                          | LOCAL                                     | Rodada           |
| 29/07/2011 | Inglaterra 0 x 0 Coréia do Norte | Estádio Atanasio Girardot (Medellín)      | Fase de Grupos   |
| 02/08/2011 | França 3 x 1 Coreia do Sul       | Estádio El Campín (Bogotá)                | Fase de Grupos   |
| 06/08/2011 | Austrália 1 x 5 Espanha          | Estádio Palogrande (Manizales)            | Fase de Grupos   |
| 09/08/2011 | Camarões (0) 1 x 1 (3) México    | Estádio Hernán Ramírez Villegas (Pereira) | Oitavas de Final |

- Eliminatórias Sul Americanas - Copa do Mundo 2014

| DATA     | PARTIDA                  | LOCAL                                            | Rodada         |
| 11/10/11 | Paraguai 1 x 1 Uruguai   | Estádio Defensores del Chaco (Assunção/Paraguai) | Fase de Grupos |
| 10/06/12 | Equador 1 x 0 Colômbia   | Estádio Olímpico Atahualpa (Quito/Equador)       | Fase de Grupos |
| 07/09/12 | Argentina 3 x 1 Paraguai | Estádio Mario Alberto Kempes (Cordóva/Argentina) | Fase de Grupos |

### Clubes
- Copa Libertadores da América de 2012

| DATA     | PARTIDA                               | LOCAL                                                   | Rodada           |
| 22/03/12 | Veléz Sarsfield 1 x 0 Deportvo Quito  | Estádio José Amalfitani (Buenos Aires/Argentina)        | Fase de Grupos   |
| 22/02/12 | Universidad de Chile 5 x 1 Godoy Cruz | Estádio Santa Laura (Santiago/Chile)                    | Fase de Grupos   |
| 10/05/12 | Fluminense 2 x 1 Internacional        | Estádio Olímpico João Havelange (Rio de Janeiro/Brasil) | Oitavas de Final |

- Copa Libertadores da América de 2011

| DATA     | PARTIDA                               | LOCAL                                         | Rodada           |
| 22/02/11 | Universidad San Martín 2 x 0 San Luis | Estadio Miguel Grau (Callao/Peru)             | Fase de Grupos   |
| 10/03/11 | Unión Española 2 x 1 Veléz Sarsfield  | Estádio Santa Laura (Santiago/Chile)          | Fase de Grupos   |
| 12/05/11 | Veléz Sarsfield 3 x 0 Libertad        | Estádio La Bombonera (Buenos Aires/Argentina) | Quartas de Final |

- Copa Libertadores da América de 2010

| DATA     | PARTIDA                                  | LOCAL                                            | Rodada           |
| 09/02/10 | Lanús 0 x 2 Libertad                     | Estadio Ciudad de Lanús (Buenos Aires/Argentina) | Fase de Grupos   |
| 16/03/10 | Banfield 0 x 2 Nacional                  | Estádio Santa Laura (Santiago/Chile)             | Fase de Grupos   |
| 04/05/10 | Chivas Guadalajara 3 x 0 Veléz Sarsfield | Estádio Jalisco (Guadalajara/México)             | Oitavas de Final |

- Copa Sul Americana de 2012

| DATA     | PARTIDA              | LOCAL                                   | Rodada       |
| 22/08/12 | Cortiba 3 x 2 Grêmio | Estádio Couto Pereira (Curitiba/Paraná) | Segunda Fase |

- Copa Sul Americana de 2011

| DATA     | PARTIDA                              | LOCAL                                                   | Rodada           |
| 23/08/11 | Botafogo 1 x 0 Atlético - MG         | Estádio Olímpico João Havelange (Rio de Janeiro/Brasil) | Segunda Fase     |
| 01/11/11 | Santa Fé 1 x 1 Vélez Sarsfield       | Estádio El Campín (Bogotá)                              | Quartas de Final |
| 17/11/11 | Libertad (4) 1 x 1 (5) LDU Quito     | Estádio Dr. Nicolás Leoz (Assunção/Paraguai)            | Quartas de Final |
| 14/12/11 | Universidad de Chile 3 x 0 LDU Quito | Estádio Nacional de Chile (Santiago/Chile)              | Final            |

- Copa Sul Americana de 2010

| DATA     | PARTIDA                               | LOCAL                                                  | Rodada           |
| 19/10/10 | Independiente 4 x 2 Defensor Sporting | Estádio Libertadores da América (Avellaneda/Argentina) | Oitavas de Final |
| 27/10/10 | Goiás 2 x 2 Avái                      | Estadio Serra Dourada (Goiânia/Goiás)                  | Quartas de Final |

- Copa Sul Americana de 2009

| DATA     | PARTIDA                    | LOCAL                                    | Rodada                        |
| 16/09/09 | Botafogo 3 x 2 Atlético-PR | Estádio Engenhão (Rio de Janeiro/Brasil) | Primeira Fase - Jogo de Volta |

- Copa Sul Americana de 2007

| DATA     | PARTIDA                         | LOCAL                           | Rodada                      |
| 15/08/07 | Atlético-PR 2 x 4 Vasco da Gama | Kyocera Arena (Curitiba/Paraná) | Primeira Fase - Jogo de Ida |

## Finais
- Campeonato Brasileiro de 2011
04/12 - SC Corinthians Paulista 0 x 0 SE Palmeiras - Jogo do Título
- Copa do Brasil 2007
30/05 - Fluminense FC 1 x 1 Figueirense FC - Jogo de Ida
- Campeonato Paulista de 2013
19/05 - SC Corinthians Paulista 2 x 1 Santos FC - Jogo de Ida
- Campeonato Paulista de 2012
13/05 - Guarani FC 0 x 3 Santos FC - Jogo de Ida
- Campeonato Paulista de 2009
- 26/04 - Santos FC  1 x 3 SC Corinthians Paulista - Jogo de Ida
- Campeonato Paulista de 2006
09/04 - Santos FC 2 x 0 A.Portuguesa de Desportos - Jogo do Título
- Campeonato Paulista de 2005
03/04 - Santos FC 0 x 0 São Paulo FC - Jogo do Título
- Campeonato Paulista de 2004
11/04 - Paulista FC 1 x 3 AD São Caetano - Jogo de Ida